# Musophagidae
Los musofágidos (Musophagidae) son una familia de aves, la única del orden Musophagiformes, conocidos vulgarmente como turacos. Su nombre se construye a partir de dos idiomas distintos: la palabra musa proviene del árabe موزة (mawza, pronunciado mūza) que el latín translitera como musa, para banano y otro término griego, φαγειν (phagein) = "comer". Musophaga significa "comedor de banano". Son un grupo de aves de pequeño a mediano tamaño, todas propias de África, que se identifican por presentar los vívidos colores de un pigmento característico. Los turacos también toman el nombre de pájaros errantes y comedores de bananas, este último nombre derivado del significado de su nombre científico (Musophagidae).
Musophagidae es una de las pocas familias de aves endémicas de África, otra es la de los pájaros ratón, Colliidae.  Todas las especies son frugívoras, pero también comen hojas, brotes y flores. Los higos comunes son una parte importante de su dieta. Tienen las alas redondeadas y la cola larga y las patas fuertes, por lo que son malos voladores, pero buenos corredores.
Los turacos son aves arborícolas de tamaño medio endémicas del África subsahariana, donde viven en bosques, arboledas y sabanas. Los turacos pueden encontrarse ocasionalmente fuera de su área de distribución nativa como escapados de su cautiverio
Son aves gregarias, no migratorias, que se mueven en grupos familiares de hasta 10 individuos. Muchas especies son ruidosas por sus penetrantes llamadas de alarma, que alertan a otra fauna de la presencia de depredadores; su nombre común es una onomatopeya de esto. Los musofágidos construyen grandes nidos de palos en los árboles y ponen 2 o 3 huevos. Las crías nacen con un grueso plumón y los ojos abiertos, o casi abiertos.

## Clasificación
Los turacos se clasifican en el orden Musophagiformes y como el grupo hermano de las avutardas (Otidiformes). Juntos a estas y los cucos (Cuculiformes) forman el clado Otidimorphae.

## Morfología

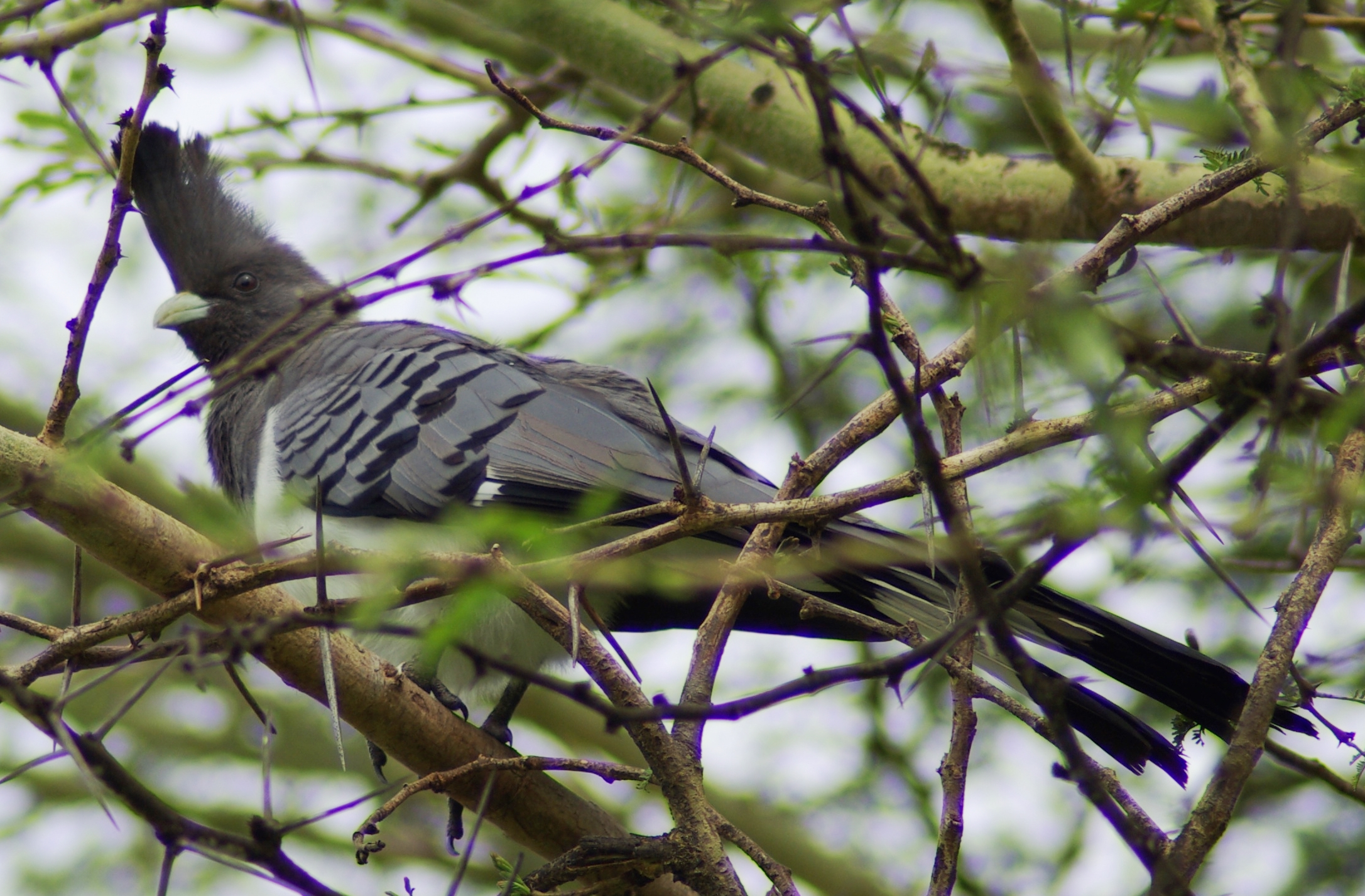
Pájaro hembra de vientre blanco, Crinifer leucogaster.

Todos los turacos son aves de cuerpo rígido y patas delgadas, alas semirredondeadas, y una cabeza provista de un pico pequeño y ganchudo, apto para la ingestión de frutas, hojas y pequeños animales.
Ciertas especies, sobre todo las que presentan una librea roja, tienen un pigmento característico a base de cobre conocido como turacina, una sustancia que sólo se encuentra en el plumaje de estas aves. El verde es también característico de estas aves, y está producido por otro pigmento exclusivo de ellas, la turacoverdina, el único verde auténtico del grupo de las aves.
La mayoría de los turacos son aves de tamaño medio -una excepción es el gran turaco azul- con colas largas y alas cortas y redondeadas. Su longitud oscila entre 40 a 75 cm. Su vuelo es débil, pero son fuertes trepadores y son capaces de moverse ágilmente por las ramas y la vegetación. Los juveniles tienen garras en las alas que les ayudan a trepar. Tienen una disposición de la pata única, donde el cuarto dedo puede ser llevado alrededor de la parte posterior de la pata donde casi toca el primer dedo de la pata, o llevado alrededor para que esté cerca del segundo y tercero. A pesar de esta flexibilidad, el dedo suele mantenerse en ángulo recto con respecto al eje de la pata.
El plumaje de los gavilanes y comedores de plátanos es principalmente gris y blanco. Los turacos, en cambio, son aves de colores vivos, generalmente azules, verdes o morados. El color verde de los turacos procede de la turacoverdina, el único pigmento verde verdadero de las aves conocido hasta la fecha. Otros "verdes" en los colores de las aves son el resultado de un pigmento amarillo, como algún carotenoide, combinado con la estructura física prismática de la propia pluma, que dispersa la luz de una manera particular y da un color azul.
Las alas del turaco contienen el pigmento rojo turacina, a diferencia de otras aves en las que el color rojo se debe a los carotenoides. Ambos pigmentos derivan de la porfirina y sólo se conocen en los Musophagidae hasta el siglo XXI, pero especialmente la turacoverdina, poco investigada, podría tener parientes en otras aves. La incidencia de la turacoverdina en relación con el hábitat es de interés para los científicos, ya que está presente en las especies forestales pero está ausente en las especies que viven en la sabana y en la acacia.
Se sabe poco sobre la longevidad de los turacos salvajes, pero en cautividad están demostrando ser excepcionalmente longevos, llegando a vivir fácilmente hasta 30 años en cautividad. Un pájaro de la colección del Cotswold Wildlife Park en Inglaterra se acercó a sus 37 años.

## Forma de vida

### Dieta
A diferencia de sus parientes los cucos, que son insectívoros, los turacos son frugívoros, se alimentan principalmente de alimentos vegetales Su dieta incluye bayas, semillas, frutas, brotes jóvenes e insectos. Las semillas de los frutos se excretan en su mayoría sin digerir, por lo que el turaco juega un papel importante en la distribución. Entre otras cosas, se alimentan de los frutos del árbol de tamarindo ( Tamarindus indica ) y la higuera de morera ( Ficus sycomorus ). Los pájaros no le hacen justicia al nombre mal elegido devorador de plátanos. Aunque en cautiverio también aceptarán trozos cortados de plátano, nunca se ha observado a los turaco alimentándose de plátanos en la naturaleza.
Los hábitats de Helmturaco , turaco gigante y turaco escudo están cerca de un cuerpo de agua. Los representantes del género pájaros ruidosos tienen que viajar una distancia más larga para llegar a un abrevadero desde las áreas habitadas de estepa seca. Sin embargo, según un informe de Niethammer & Hoesch, puede pasar sin agua si es necesario. Cuando beben, sumergen la punta de su pico en el agua unos dos o tres milímetros. Al igual que las palomas (Columbidae), succionan el agua con tres o cuatro movimientos de garganta , levantan la cabeza y cierran el pico.

### Reproducción
Sus períodos de reproducción dependen del área de distribución. Construyen nidos planos de ramitas ligeramente entrelazadas con uno a tres huevos (generalmente dos) en ramas densas. Sus nidos se asemejan a los nidos de las palomas. Los huevos son de color blanco a verdoso a azulado. Ambas aves adultas incuban los huevos durante un período de unas tres semanas. Los pájaros adultos también se turnan para alimentar a los pájaros jóvenes con la comida regurgitada. La descendencia tiene un pelaje denso, gris a negro. Apenas unos días después de la eclosión, los pichones trepan por las ramas no muy lejos del nido. Después de cuatro semanas, las plumas de los pájaros jóvenes están completamente desarrolladas. La descendencia emplumará de cuatro a seis semanas después de la eclosión.

## Distribución
Los turacos están actualmente confinados en el África subsahariana, estando ausentes únicamente en las regiones secas sin agua del Kalahari central, el Cabo occidental y el Cuerno de África. Al ser malos voladores, los turacos no pueden llegar a las islas de alta mar, pero están presentes tanto en Bioko (antes Fernando Po) como en Zanzíbar, que se unieron al continente africano en tiempos geológicos recientes.

## Hábitat
Los turacos ocupan todos los hábitats arbóreos al sur del desierto del Sahara, desde el nivel del mar hasta más de 3.000 metros. Todos los tipos de bosques, arboledas, así como los pastizales arbolados y con arbustos, y los matorrales semiáridos de acacia son el hogar de los turacos, los pájaros de la calle y los comedores de plátanos. Recientemente, muchas especies se han adaptado a los parques y jardines suburbanos bien arbolados.
El turaco de pico negro (Tauraco schuettii), el turaco de Knysna (Tauraco corythaix), el turaco de Livingstone (Tauraco livingstonii) y el gran turaco azul son las especies más versátiles desde el punto de vista ecológico, ya que aparecen tanto en los bosques de tierras bajas como en los de montaña. Con los bosques de montaña reconocidos ahora como importantes centros de endemismo en África, cinco turacos alopátricos: El turaco de Hartlaub (Tauraco hartlaubi), el turaco de mejillas blancas (Tauraco leucotis), el turaco del príncipe Ruspoli (Tauraco ruspolii), el turaco de Bannerman (Tauraco bannermani) y el turaco de Ruwenzori (Ruwenzorornis johnstoni) están restringidos a hábitats bastante pequeños y, en algunos casos, muy amenazados. En otros lugares, el turaco verde (Tauraco persa), el turaco de pico amarillo (Tauraco macrorhynchus) y el turaco de Fischer (Tauraco fischeri) son especies típicas de los bosques de tierras bajas y de los bordes de los bosques. El turaco de Schalow (Tauraco schalowi), el turaco de cresta púrpura (Gallirex porphyreolophus), el turaco de cresta roja (Tauraco erythrolophus), el turaco de cresta blanca (Tauraco leucolophus), el turaco violeta (Musophaga violacea) y el turaco de Ross (M. rossae) ocupan bosques de galería y fluviales con periodos estacionales en bosques adyacentes más abiertos. Fuera de estos bosques y zonas boscosas, las sabanas del norte del África subsahariana están ocupadas por los dos comedores de plátanos, y las sabanas del este y del sur por los tres pájaros de la calle.

## Comportamiento
La mayoría de los turacos son tímidos, fuertemente territoriales y gregarios, permaneciendo a menudo en grupos familiares durante largos períodos. Mientras que las especies forestales son generalmente muy sedentarias, algunos turacos de galería y ribereños se registran con frecuencia en árboles frutales en zonas de las que normalmente están ausentes durante varios meses. Del mismo modo, los comedores de plátanos y los pájaros de las sabanas y los bosques de acacias realizan regularmente movimientos locales en respuesta a las fluctuaciones en el suministro de alimentos y agua.
Todas las especies forestales pasan gran parte de su tiempo en un territorio central designado, que a su vez está rodeado por una zona periférica de alimentación estrechamente vigilada. Sin embargo, visitan regularmente zonas del bosque más allá de los límites de su territorio para alimentarse, y a menudo recorren largas distancias para llegar a un árbol frutal especialmente favorecido. Se acercan y abandonan invariablemente en fila india y en total silencio. El tamaño del territorio varía considerablemente, desde unos 2 km2 para los turacos azul y de Ross en el oeste de Kenia, hasta una media de 4 hectáreas por pareja para el turaco de Schalow en la meseta de Nyika en Malaui, y 15 hectáreas por pareja para el turaco de pico amarillo en Gabón.
Todos los turacos son muy ruidosos, y la estridente llamada de cada una de las 15 especies de turacos verdes (Tauraco spp.), combinada con las fuertes y resonantes llamadas "kok-kok-kok-kok" del gran azul, son algunos de los sonidos más característicos de los bosques africanos, al igual que las quejumbrosas llamadas nasales de los pájaros de la selva son tan típicas de las sabanas africanas. Un día en la vida de un turaco comienza alrededor del amanecer, cuando un individuo llama y otros cercanos responden inmediatamente. Los individuos y los grupos familiares pronto comienzan a alimentarse en los árboles frutales, pero a medida que el día se calienta, pasan largos periodos acicalándose y tomando el sol de la mañana. Cuando dos o más especies se encuentran juntas, los cantos de una de ellas suelen provocar respuestas agresivas de las otras. Este tipo de "contracanto" es común entre los turacos de pico amarillo y los verdes en Gabón, los turacos de Knysna y los de cresta púrpura en Sudáfrica, los de Schalow y los de cresta púrpura en Malaui, y los de pico negro y los de Ruwenzori en Ruanda. Cuando se acerca el atardecer, la mayoría de los turacos se dirigen a sus árboles preferidos para posarse, y de nuevo los periodos de llamadas prolongadas pueden ser una característica de estos viajes al lugar de posada.
Los ladridos ásperos de cada una de las 15 especies de turacos verdes son muy similares, y sólo difieren ligeramente en el ritmo y el tono. Para la mayoría se trata de un ladrido fuerte y estridente, a menudo precedido por un ulular más agudo, cuya función es simplemente la de publicidad territorial, sólo en el turaco de Ruwenzori hay alguna variación importante. Las dos especies de Musophaga (turaco de Ross y turaco violeta) emiten largos coros de notas "cou-cou-cou-cou-cou-cou" profundas y ondulantes que tienden a juntarse produciendo un coro continuo y pulsante, casi como el de un mono, y que es aún más pronunciado cuando dos o más individuos llaman al unísono. Los tres pájaros que se alejan emiten una serie de notas de llamada lastimeras y nasales, algunas de las cuales son descritas por muchos como si dijeran "g'way, g'way". Los dos comedores de plátanos llaman con una serie de notas agudas de risa o cacareo "cau-cau-cau" o "jau-jau-jau".

## Géneros
Los musofágidos incluyen siete géneros:
- Corythaeola
- Corythaixoides
- Crinifer
- Criniferoides
- Gallirex
- Musophaga
- Tauraco